# Miseria e nobiltà (commedia)
Miseria e nobiltà è una celebre commedia  italiana in tre atti scritta in napoletano da Eduardo Scarpetta nel 1887.

## Trama

### Prologo
Café Chantant di Napoli 
Il marchesino Eugenio Favetti assiste, assieme all'ex-cuoco divenuto ricchissimo, Gaetano Semmolone, e al suo cameriere Vincenzo, al debutto di Gemma, bellissima ballerina figlia di Gaetano. Al termine del numero musicale, Eugenio rivela a Gaetano di essere innamorato di Gemma, e questi a sua volta gli rivela che la ragazza lo ricambia; tuttavia il marchese Ottavio, padre di Eugenio, non acconsente alle nozze. All'insaputa dei due uomini, anche Ottavio ha assistito allo spettacolo di Gemma, apparentemente innamorato a sua volta della ragazza.

### Atto I
Casa di Felice Sciosciammocca
Felice, separato da sua moglie Bettina, vive adesso insieme al figlio avuto da lei Peppeniello e con la nuova compagna Luisella, e si guadagna da vivere facendo lo scrivano nei pressi del Teatro San Carlo; i tre condividono uno squallido appartamento con il salassatore Pasquale, sua moglie Concetta e la loro figlia Pupella. Le due famiglie sono povere in canna e piene di debiti: la difficile convivenza è resa ancora più drammatica dalla difficoltà nel procurarsi cibo e denaro per pagare la pigione al padrone di casa, don Gioacchino. Inoltre Luisella, donna dal carattere terribile, bisticcia furiosamente con tutti e arriva perfino a cacciare di casa Peppeniello, che cerca riparo dal suo padrino. Nel bel mezzo dei guai delle due famiglie si intromette anche Luigino, figlio di Gaetano Semmolone e segretamente innamorato di Pupella.
Dopo una serie di gag tragicomiche il marchesino Eugenio, vecchio amico di Felice, va a trovarli e racconta il suo dramma: mentre suo padre Ottavio continua a impedirgli di sposare l'amata Gemma, Gaetano sarebbe felice di imparentarsi con dei nobili, ma pretende di conoscere la famiglia prima di dare il suo consenso alle nozze. Insieme a Luigino, che spera così di stare con Pupella, il giovane ha ideato un piano, e propone dunque che Felice e gli altri impersonino per una sola giornata i suoi parenti: Pasquale vestirà i panni del marchese Ottavio, Felice quelli del principe di Casador, suo zio; Concetta sarà la Contessa del Pero sua zia e Pupella la di lei figlia. I quattro saranno accolti a casa di Gaetano e dovranno convincerlo a dare in moglie Gemma.
Alla prospettiva di scroccare un lauto pranzo tutti accettano; Luisella, indispettita per non avere un ruolo, chiede di impersonare la Principessa di Casador, ma Eugenio glielo nega poiché tutti sanno che la nobildonna è costretta a letto da una grave malattia. Andato via Eugenio scoppia un litigio tra una furiosa Luisella e tutti gli altri, presto interrotto dall'arrivo dei camerieri del marchesino, che in segno di riconoscenza ha offerto loro un sontuoso banchetto. Mentre tutti mangiano a sazietà arriva don Gioacchino, che li informa che Eugenio ha estinto tutti i loro debiti.

### Atto II
Casa di Gaetano Semmolone, mattina
Peppeniello, scappato di casa, ha raggiunto il suo padrino, che altri non è che Vincenzo, un cameriere al servizio di casa Semmolone: questi, impietosito, gli procura un impiego da valletto, facendolo passare per suo figlio. Poco dopo, Gaetano riceve a colloquio don Bebé, uno spasimante di Gemma, che altri non è che il marchese Ottavio; Gemma, fedele a Eugenio, respinge la sua insistente corte. Ottavio se ne va e giunge Eugenio insieme a Felice, Pasquale, Concetta e Pupella sotto le mentite spoglie dei suoi nobili parenti: il gruppo, cercando di mostrarsi elegante ma cedendo ai costumi rozzi, offre delle scene estremamente comiche che tuttavia riescono a ingannare Gaetano, felicissimo di avere degli ospiti di riguardo, e via via l'ex-cuoco si sente sempre più convinto di dare il suo consenso alle nozze.
Le cose però si complicano quando Felice scopre che sua moglie Bettina è a servizio in casa Semmolone: la donna è a conoscenza del piano di Eugenio, ma non sapeva che a vestire i panni del principe di Casador ci fosse proprio suo marito. I due coniugi dapprima litigano, poi Bettina scopre che Peppeniello è il loro figlioletto che Felice, quando si separarono, le portò via ancora in fasce: a questo punto i due si riappacificano. Vincenzo assiste di nascosto alla scena e comincia ad avere sospetti nei confronti del sedicente principe.

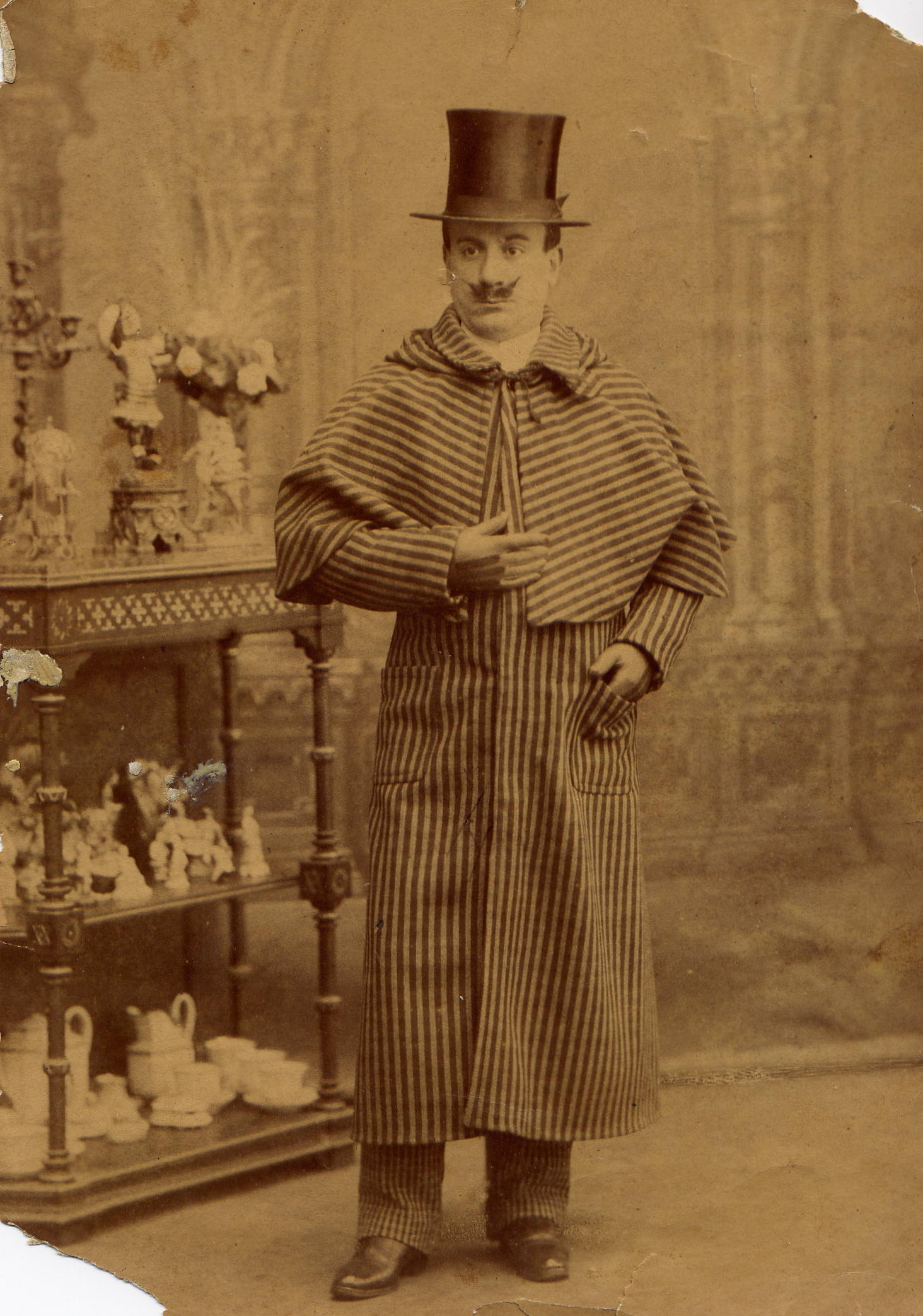
Eduardo Scarpetta è il principe di Casador

### Atto III
Casa di Gaetano Semmolone, sera
I finti nobili hanno trascorso una giornata di gozzoviglie alle spalle di Gaetano. Vincenzo riferisce i suoi sospetti a Gaetano, portandolo così a sorprendere Bettina e Felice in un momento di intimità; tuttavia Vincenzo non può mandare all'aria il piano per evitare che il suo padrone scopra l'inganno di Peppeniello, e lo porta a convincersi che il principe sia un donnaiolo e che si sia innamorato di Bettina.
A quel punto irrompe Luisella: non potendo sopportare che i suoi amici si dessero alla bella vita senza di lei si è travestita da principessa di Casador e li ha raggiunti. In realtà il suo scopo è lasciare Felice, non prima di avergli chiesto il pagamento di un debito da lui contratto nei suoi confronti: la cosa indispettisce Bettina, che comincia a litigare con la sua rivale. La situazione peggiora quando giungono in rapida successione don Gioacchino, che rischia di rovinare il piano riconoscendo i suoi inquilini, e soprattutto don Bebé, nel quale Eugenio riconosce suo padre; a quel punto ha origine una zuffa durante la quale Bettina paga a Luisella il debito di Felice e Eugenio ottiene da Ottavio il permesso di sposare Gemma, il quale spiega di averla corteggiata col solo scopo di verificare se lei fosse degna del figlio. Ottenuto ciò che voleva Luisella va via, non prima di aver smascherato agli occhi di Gaetano il piano del marchesino Eugenio; questi, tuttavia, chiede perdono e dimostra di aver ottenuto il consenso di suo padre. 
Gaetano dà a sua volta il permesso: Eugenio potrà sposare Gemma e anche Luigi è libero di fidanzarsi con Pupella. Felice e Bettina si riappacificano e tornano a vivere insieme a Peppeniello, che finalmente può smettere di affermare di essere figlio di Vincenzo.

## Adattamento televisivo del 1955
Trasmessa in diretta dal Teatro Odeon di Milano alle ore 21.45 di venerdì 30 dicembre 1955 sul Programma Nazionale della Rai.
È la prima volta che questa commedia viene trasmessa in televisione, inoltre segna il debutto televisivo di Eduardo De Filippo e di suo figlio Luca.
Compagnia "Il Teatro di Eduardo con Dolores Palumbo".

Adattamento e regia teatrale di Eduardo De Filippo, regia televisiva di Alberto Gagliardelli.
Interpreti e personaggi:
- Eduardo De Filippo – nei titoli di testa è scritto solo Eduardo - (Felice)
- Luca De Filippo – nei titoli di testa è scritto solo Luca - (Peppeniello)
- Ugo D'Alessio (Pasquale)
- Lello Grotta (Eugenio)
- Rino Genovese (Marchese Ottavio Favetti)
- Nello Ascoli (Gaetano)
- Isa Danieli (Gemma)
- Nino Veglia (Luigino)
- Elisa Valentino (Concetta)
- Dolores Palumbo (Luisella)
- Luisa Conte (Bettina)
- Lily Romanelli (Pupella)
- Giuseppe Anatrelli (Don Giacchino)
- Peppino De Martino (Vincenzo)
- Gennarino Palumbo – nei titoli di testa è scritto Gennarino Palombo - (Biase)
- Giorgio Manganelli (un cuoco).

Prima della rappresentazione, a sipario ancora chiuso, Eduardo si presenta al proscenio e parla al pubblico, della commedia e di suo figlio Luca; l'intervento dura poco più di sei minuti; trascrizione di alcuni passi:
«I napoletani questo lo sanno ma io adesso sto parlando al pubblico di tutt'Italia, bisogna che il pubblico di tutt'Italia sappia questo particolare; questa commedia non solo è celebre, ma è stata la pedana di lancio di tutti noi attori dialettali napoletani perché questa commedia fu scritta da Eduardo Scarpetta per il suo secondo figlio, Vincenzo, che in quell'epoca aveva sette anni; infatti il personaggio si chiama Peppeniello ed ha sette anni [breve pausa] io ho fatto Peppeniello, e ho avuto l'onore di recitare con Eduardo Scarpetta, e tutti gli attori della mia compagnia hanno fatto Peppeniello»
Dopo aver fatto uscire il figlio Luca da dietro il sipario, Eduardo prosegue:
«Luca stasera farà Peppeniello in Miseria e nobiltà, avrà pure lui la stessa pedana di lancio [breve pausa] è preparato ma non è un ragazzo prodigio, no, è un ragazzo come tutti quanti gli altri, però ha vissuto vicino al suo papà dietro le quinte, ha vissuto accanto a me quando scrivo le commedie, lui mi fa compagnia, ed è stato veramente un dono che io ho avuto dal Signore perché veramente è un mio carissimo amico questo qua»
Parte conclusiva:
«Volevo dire ancora una cosa al pubblico d'Italia; questa commedia è scritta in un dialetto antico quindi sarà difficile comprenderne tutti i particolari; voi non dovete fare nessuno sforzo per capire, siamo noi che recitando dobbiamo sforzarci a farvi capire e ci riusciremo; non dovete però chiedere al compagno "che hanno detto in questo momento?" è perfettamente inutile perché quello che dovete capire noi faremo capire; il resto, cioè durante le litigate, quando ci sono le scene di insieme, sono vocii, sono mugolii, è musica, è panorama di Napoli»

## Trasposizioni cinematografiche
- Miseria e nobiltà, regia di Enrico Guazzoni (1914)
- Miseria e nobiltà, regia di Corrado D'Errico (1940)
- Miseria e nobiltà, regia di Mario Mattoli (1954)

## Rifacimento con Totò
La trasposizione cinematografica del 1954 a colori di Mario Mattoli con Totò, Sophia Loren, Enzo Turco e Dolores Palumbo offre una visione più fresca e leggera della commedia di Scarpetta. Infatti Totò volle assieme a Mattoli celebrare la grandezza del commediografo Scarpetta riproponendo sul grande schermo tre delle sue commedie più riuscite. Questi film, tutti e tre a colori, sono Un turco napoletano del 1953 (dalla farsa Nu turco napulitano), Miseria e nobiltà e Il medico dei pazzi del 1954 (dalla commedia O miedeco d'e pazze).

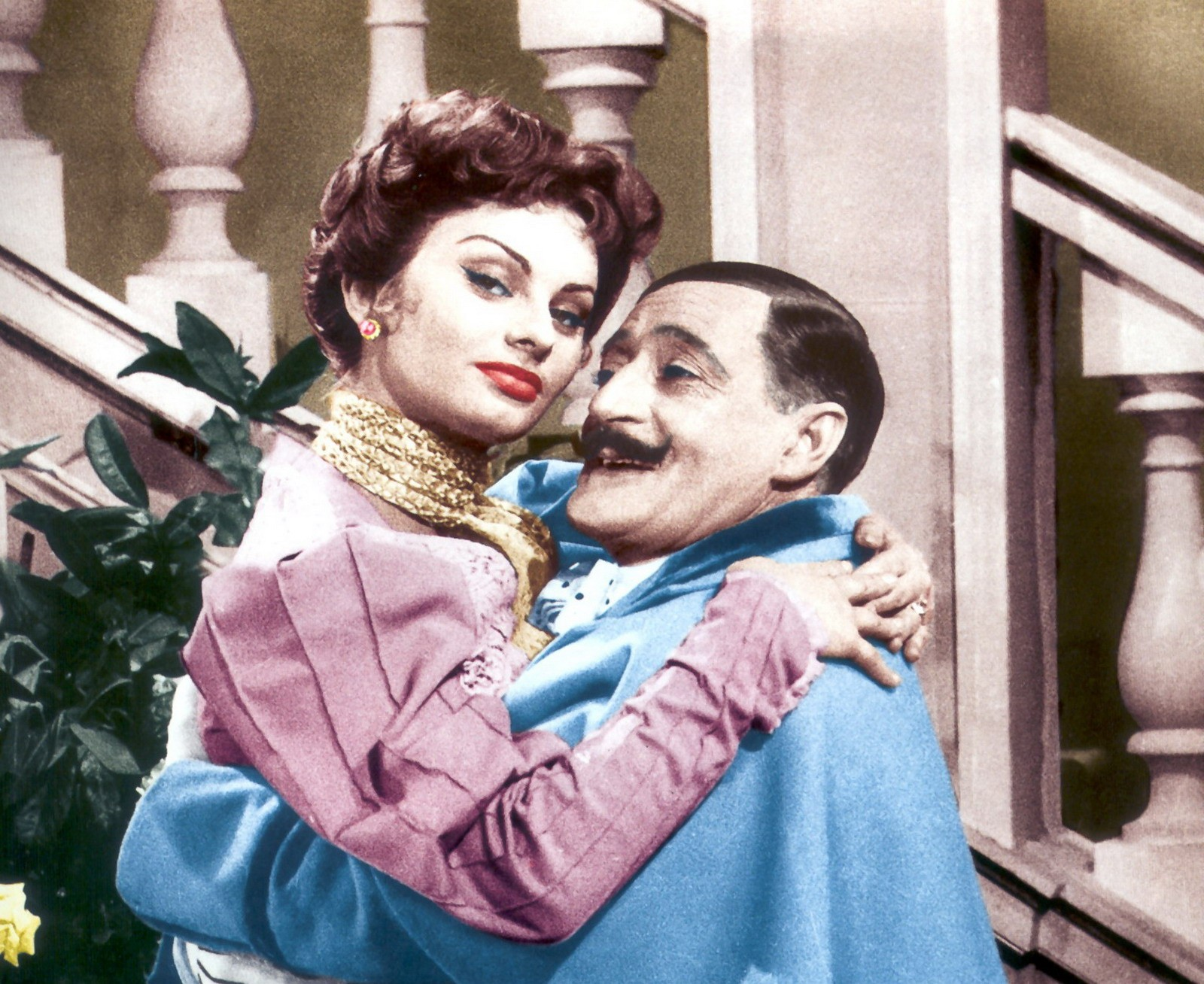
Totò e Sofia Loren in Miseria e nobiltà (1954)

L'interpretazione di Totò è ancora oggi ricordata per l'aggiunta di alcune gag e divertenti sequenze da parte dell'attore quali la scena degli spaghetti, l'equivoco della macchina fotografica di Pasquale, e infine la scena della scrittura della lettera per un paesano. 
Nella prima gag Totò, ovvero don Felice, e don Pasquale accettano la proposta del Marchesino Eugenio di spacciarsi assieme agli altri per la sua nobile famiglia. In casa di Felice regna la fame, quando all'improvviso nel piccolo salotto entrano un cuoco e i suoi aiutanti che incominciano a imbandire la tavola con molte pietanze. L'intera famiglia è assai sorpresa e immagina che ciò sia un'allucinazione dovuta ai crampi provocati dalla fame. Poi Felice tasta il merluzzo in un paniere e si accorge che è reale. Quando il cuoco si dilegua, l'intera famiglia, seduta su sedie mezze rotte, incomincia ad avvicinarsi alla tavola, un passo alla volta restando seduti, fino ad avventarsi voracemente sui piatti. Totò agguanta gli spaghetti e se li infila anche in tasca per conservarli.
Nella seconda sequenza, Totò sostituisce Pasquale, recatosi a dare a Gemma la lettera d'amore del Marchesino Eugenio, nel lavoro di fotografo dei turisti. Una giovane coppia in viaggio di nozze si ferma per una fotografia e così Totò dà inizio a una serie di equivoci e contrattempi perché non sa come funziona l'apparecchio. Infine farà andare via infuriata la coppia perché messosi dietro la macchina fotografica sputa in faccia al marito, credendo che tra l'obiettivo e lo specchio vi fosse una macchia.
La terza gag è quella in cui Totò, ovvero lo scrivano don Felice, deve scrivere una lettera per un rozzo contadino venuto in città dalla provincia e indirizzata al nipote di questi. Felice accoglie sorridente l'uomo, esaltando la bellezza dell'ignoranza e raccomandando all'uomo di non mandare a scuola i propri figli, dato che è solo spreco di soldi. Quindi inizia a scrivere cercando di interpretare le parole dettate dal contadino in un dialetto incomprensibile. Alla fine, Totò caccia l'uomo perché questi, dettando le ultime righe della lettera, aveva chiesto al nipote di mandargli dei soldi in quanto non aveva nemmeno gli spiccioli per pagare lo scrivano.